# キナゾリノン
キナゾリノン(Quinazolinone)は、複素環式化合物である。2-キナゾリノンと4-キナゾリノンの2つの異性体が存在し、4-キナゾリノンの方がより一般的である。

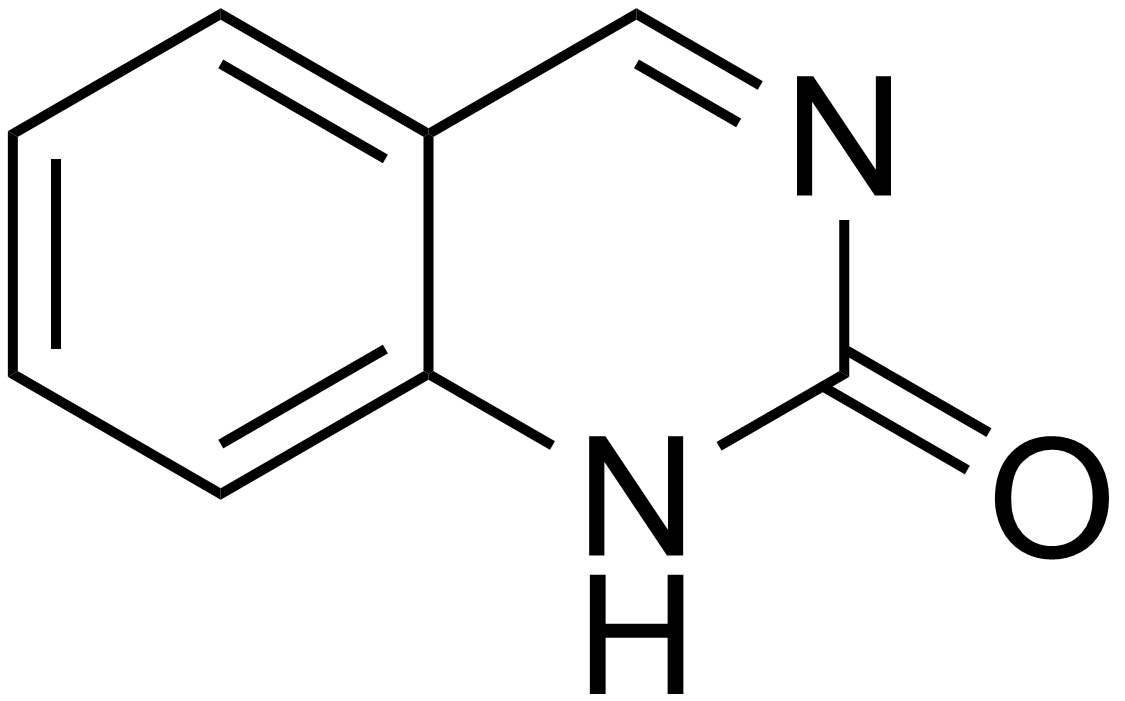
2-キナゾリノン
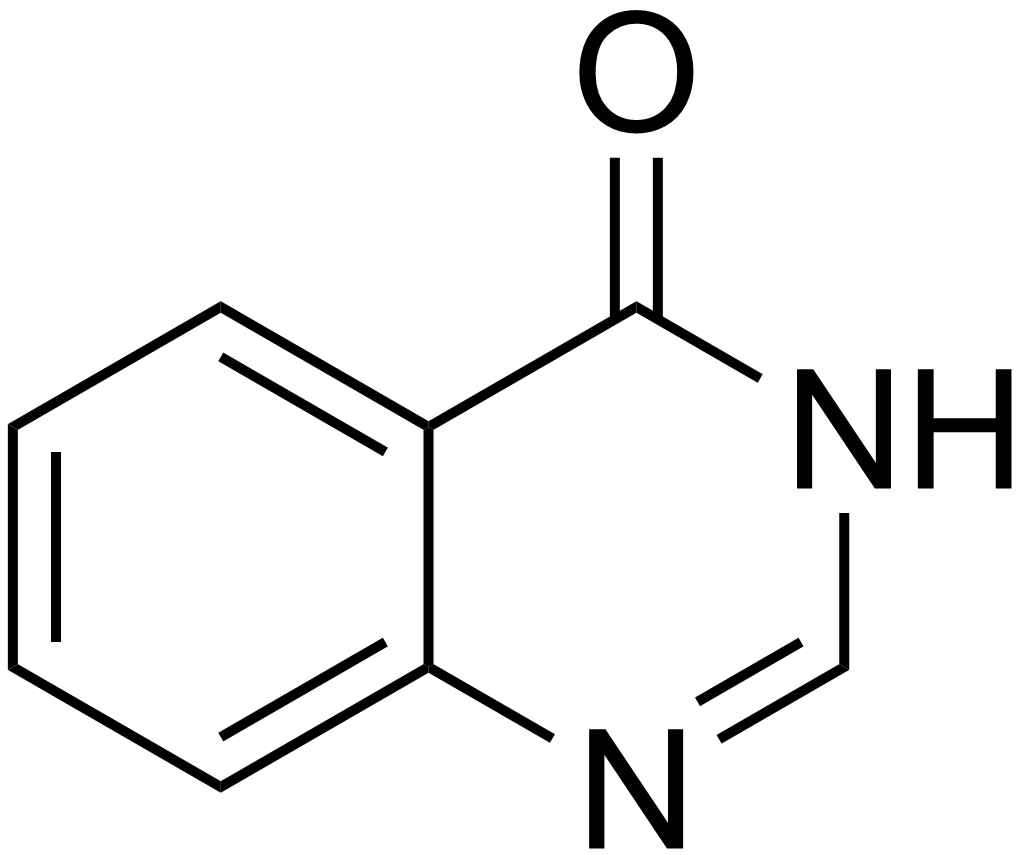
4-キナゾリノン

## 誘導体
キナゾリノンは、4-キナゾリノン核を含み、催眠/鎮静作用を持つ薬品の総称でもある。癌の治療に対する利用も提案されている。アフロカロン、クロロカロン、ジプロカロンなどが例である。

メタカロン（英語版）
アフロカロン
ジプロカロン（英語版）
クロロカロン

キナゾリノン核を含むアルカロイドには、エボジアミン、フェブリフギン、ハロフギノン等がある。